# Macrotermes
Macrotermes — рід термітів.

## Поширення
Представники роду поширені в Африці та Південно-Східній Азії.

## Спосіб життя
Будують великі термітники заввишки до 2 м. Збирають мертву деревину та суху рослинність. Фураж пережовують, складають у термітнику та вирощують на ньому плісняві гриби Termitomyces, які є поживою для термітів.

## Види
Рід включає такі види
| - Macrotermes acrocephalus - Macrotermes ahmadi - Macrotermes aleemi - Macrotermes annandalei - Macrotermes barneyi - Macrotermes beaufortensis - Macrotermes bellicosus - Macrotermes carbonarius - Macrotermes chaiglomi - Macrotermes choui - Macrotermes constrictus - Macrotermes convulsionarius - Macrotermes declivatus - Macrotermes denticulatus - Macrotermes falciger - Macrotermes gilvus - Macrotermes gratus - Macrotermes guangxiensis - Macrotermes hainanensis - Macrotermes herus - Macrotermes hopini - Macrotermes ituriensis - Macrotermes ivorensis - Macrotermes jeanneli - Macrotermes jinghongensis - Macrotermes khajuriae - Macrotermes latignathus - Macrotermes latinotus - Macrotermes lilljeborgi | - Macrotermes longiceps - Macrotermes longimentis - Macrotermes luokengensis - Macrotermes maesodensis - Macrotermes malaccensis - Macrotermes medogensis - Macrotermes meidoensis - Macrotermes menglongensis - Macrotermes michaelseni - Macrotermes mozambicanus - Macrotermes muelleri - Macrotermes natalensis - Macrotermes niger - Macrotermes nobilis - Macrotermes orthognathus - Macrotermes peritrimorphus - Macrotermes probeaufortensis - Macrotermes renouxi - Macrotermes scheuthlei - Macrotermes serrulatus - Macrotermes singaporensis - Macrotermes subhyalinus - Macrotermes trapezoides - Macrotermes trimorphus - Macrotermes ukuzii - Macrotermes vitrialatus - Macrotermes yunnanensis - Macrotermes zhejiangensis |